# Pycnothelidae
Famille
Les Pycnothelidae sont une famille d'araignées mygalomorphes.

## Distribution
Les espèces de cette famille se rencontrent en Amérique du Sud, en Océanie et en Afrique subsaharienne.

## Paléontologie
Cette famille n'est pas connue à l'état fossile.

## Liste des genres
Selon World Spider Catalog (version 23.0, 23/02/2022) :
- Acanthogonatus Karsch, 1880
- Afromygale Zonstein, 2020
- Chaco Tullgren, 1905
- Chilelopsis Goloboff, 1995
- Longistylus Indicatti & Lucas, 2005
- Lycinus Thorell, 1894
- Pionothele Purcell, 1902
- Prorachias Mello-Leitão, 1924
- Psalistopoides Mello-Leitão, 1934
- Pselligmus Simon, 1892
- Pycnothele Chamberlin, 1917
- Rachias Simon, 1892
- Stanwellia Rainbow & Pulleine, 1918
- Stenoterommata Holmberg, 1881
- Xenonemesia Goloboff, 1989

## Systématique et taxinomie
Cette famille a été décrite par Chamberlin en 1917 comme une sous-famille des Aviculariidae. Elle est élevée au rang de famille par Opatova et al. en 2020.
Cette famille rassemble 137 espèces dans quinze genres.

## Publication originale
- Chamberlin, 1917 : « New spiders of the family Aviculariidae. » Bulletin of the Museum of Comparative Zoology, Harvard., vol. 61, p. 25-75 (texte intégral).